# Leptomyrmex pallens
Leptomyrmex pallens es una especie de hormiga del género Leptomyrmex, subfamilia Dolichoderinae. Fue descrita científicamente por Emery en 1883.
Se distribuye por Nueva Caledonia. Se ha encontrado a elevaciones de hasta 950 metros. Vive en microhábitats como el forraje, debajo de troncos y nidos.